# 嗜胆菌属
嗜胆菌属为脱硫弧菌科的一个属。该属的模式种为沃氏嗜胆菌（Bilophila wadsworthia）。

## 下属物种
- 沃氏嗜胆菌 Bilophila wadsworthia Baron et al. 1990